# CfR 04 Bonn
CfR 04 Bonn was een Duitse voetbalclub uit Bonn, Noordrijn-Westfalen.

## Geschiedenis
De club uit het oude stadscentrum van Bonn werd in 1904 opgericht als FC Regina door Robert Bowinkelmann samen met zijn broers Peter en Heinrich. Twee jaar later nam de club de naam FC Borussia aan. De club nam nog niet deel aan de competitie en speelde op de Kölle-Platz, waar nu het Sportpark Nord staat. In 1908 sloot de club zich bij de West-Duitse voetbalbond aan en startte in de derde klasse. De wedstrijden werden nu afgewerkt op de Adolf-Platz. De club kon al snel promoveren en in 1915 speelde de club voor het eerst in de hoogste klasse van de Zuidrijnse competitie. De competitie was wel verdeeld over meerdere reeksen door de Eerste Wereldoorlog. Borussia werd voorlaatste met slechts één punt. Het volgende seizoen moest de club verhuizen naar de terreinen van FC Germania 01 Bonn omdat de stad wedstrijden op de Adolf-Platz verbood. Borussia werd overtuigend kampioen met 18 punten uit tien wedstrijden.
Na het einde van de oorlog sloot de voetbalafdeling van de oorspronkelijke atletiekclub AV Eiche zich bij de club aan. Borussia veranderde de naam nu in CfR 04 Bonn. De club verhuisde naar de Bornheimer Straße en moest deelnemen aan een eindronde om zich te plaatsen voor het eerste naoorlogse kampioenschap met 12 clubs. CfR won tegen enkele Keulse clubs en plaatste zich maar eindigde wel helemaal onderaan de rangschikking. Het volgende seizoen fuseerde de club met Bonner TV en werd zo TuRa 1904 Bonn.

## Erelijst
Kampioen Zuidrijn-Bonn
1917